# 亞歷山德羅夫斯克 (彼爾姆邊疆區)
59°10′N 57°35′E / 59.167°N 57.583°E
亞歷山德羅夫斯克（俄语：Алекса́ндровск）是俄羅斯彼爾姆邊疆區東部的一個城市，距彼爾姆185公里。2002年人口16,231人。
1783年建立，1951年建市。